# Napoleón Ortigoza
Modesto Napoleón Ortigoza Gómez (* 12. Februar 1932 in Atyrá, Cordillera, Paraguay; † 17. Januar 2006 in Asunción) war ein paraguayischer Offizier und Zeuge der von 1954 bis 1989 währenden Diktatur Alfredo Stroessners.  Er gilt als der „Nelson Mandela Paraguays“, da er etwa 25 Jahre lang als politischer Gefangener unschuldig inhaftiert war.

## Leben
Ortigoza trat 1949 in die paraguayischen Streitkräfte ein, trat durch gute Leistungen in der Ausbildung hervor und war bald Hauptmann der Kavallerie. Im Dezember 1962 wurde er verhaftet, angeblich, weil er eine Verschwörung gegen den Präsidenten Stroessner mit vorbereitet haben soll. Er wurde angeklagt, einen Kadetten (Offizieranwärter) ermordet zu haben, der die Verschwörung bemerkt hatte. Im Gefängnis wurde er gefoltert. Schließlich wurde Ortigoza zu 25 Jahren Haft verurteilt. Vermutlich sorgte das öffentliche Engagement des Franziskaner-Paters Josué Arketa dafür, dass er nicht zum Tode verurteilt wurde. Einen Großteil seiner Haft verbrachte er isoliert in einer Einzelzelle.  
1987 wurde Ortigoza kurz vor einem Besuch von Papst Johannes Paul II. freigelassen und unter eine Art Hausarrest gestellt. Er konnte über die kolumbianische Botschaft aus Paraguay fliehen und lebte in Madrid, bis er 1990 nach dem Sturz Stroessners zurückkehrte.
Ortigoza wurde 1996 vom Obersten Gerichtshof Paraguays vollständig freigesprochen. Es wurde festgestellt, dass das zu seiner ursprünglichen Verurteilung verwendete Geständnis durch Folter erpresst worden war. Er erhielt eine hohe Entschädigungszahlung. In den letzten Jahren seines Lebens berichtete er besonders in Schulen über die Menschenrechtsverletzungen im Paraguay der Stroessner-Diktatur.
Napoleón Ortigoza ist am 17. Januar 2006 im Alter von 73 Jahren an den Folgen eines Herzinfarkts verstorben.